# 4774 Hobetsu
A 4774 Hobetsu (ideiglenes jelöléssel 1991 CV1) a Naprendszer kisbolygóövében található aszteroida. Ueda Szeidzsi és Kaneda Hirosi fedezte fel 1991. február 14-én.